# Termitostroma schmitzi
Termitostroma schmitzi är en tvåvingeart som beskrevs av August Reichensperger 1931. Termitostroma schmitzi ingår i släktet Termitostroma och familjen puckelflugor. Inga underarter finns listade i Catalogue of Life.